# 北海日耳曼語鼻音消失法則
北海日耳曼語鼻音消失法則（Ingvaeonic nasal spirant law）是一個歷史語言學上的一個語音變化現象。這個現象大約發生於中世紀前期，標誌着現代的英語和弗西語等盎格鲁-弗里西语组語言跟其他西日耳曼語的分離。由於在當時這一群人居住在北海，所以他們的語言被稱為「北海日耳曼語」。另外亦由於他們語言的現在分詞變化形態為在動詞之後加上，所以他們又被稱為，意思就是「說話帶尾音的人」。 

## 具體變化
每當詞語中在古日耳曼語的字出現「元音」 + 「鼻輔音」 + 「擦音」的組合時，其對應之北海日耳曼語拼法都會把中間的鼻音省略掉，與此同時，鼻音前的元音亦會作補償延長。受影響的音組計有：
- -ns-、
- -mf-及
- -nþ-。

## 影響範圍
我們試試比較日耳曼語系諸語中，第一身代名詞us的拼法：
| - 古英語 ūs - 古菲士蘭語 ūs - 古撒克遜語 ūs | - 古高地德語 uns - 中部荷語 ons - 哥德語 uns |

以歌德語為代表的東日耳曼語，及其旁支高地德語及荷語，都保留了原來的拼寫法則。但在英語、菲士蘭語及古撒克遜語，中間的/n/音都消失了，而在/n/之前的/u/音卻被延長了。
類似的其他例子：
- 古日耳曼語的 *tanþ-(意即「牙齒」)
  - 英語 tooth、古弗里西語 tōth
  - 對照：低地德語 Tähn、荷蘭語 tand、德語 Zahn
- 古日耳曼語的 *anþara-(意即「其他的」)
  - 英語 other、西弗里西語 oar、東弗里西語 uur、古撒克遜語 āthar
  - 對照：德語及荷蘭語的 ander- ([þ→d]).
- 古日耳曼語的*fimf (意即「五」)
  - 英語 five、西弗里西語 fiif、東弗里西語 fieuw、荷蘭語 vijf、低地德語 fiev, fief
  - 對照：德語 fünf
- 古日耳曼語的*samft-(意即「柔軟的」)
  - 英語 soft、西弗里西語 sêft、低地德語 sacht、荷蘭語 zacht [ft→xt]
  - 對照：德語 sanft
- 古日耳曼語的*gans-(意即「鵝」)
  - 英語 goose、西弗里西語 goes、低地德語 Goos
  - 對照：德語 Gans、荷蘭語 gans

留言在荷蘭語的拼法同時有受法則影響及不受影響的例子。這很可能是因為今日的標準荷蘭語建立之時，是從多種地方語言結合而成。因此，部份詞語取自受法則影響的地區，而又有部份詞語取自不受法則影響的地區，而造成今日的特殊現象。同樣地，部份北日耳曼語方言仍然保留有古撒克遜語的拼法，使現代德語有部份詞語受此法則影響。例如：sanft這個詞，在德語另有一個受法則影響的拼法sacht，雖然兩者的意思都是解作「柔軟」、「溫柔」。

## 例外
從現時英語詞語中絕少出現的-nth結尾，可以看出這法則的影響。以下列出部份今日仍作-nth結尾的詞語。不過，這並不說明這些字並不受本法則影響，而是當本法則發生時，這些字的拼法都不符合法則的規定。例如：
- month（月份）：這個字的古英語拼法是monaþ(比照：德語的Monat)，在鼻輔音和擦音之間還有一個元音，所以並不符合法則的要求；
- tenth（第十）：這是一個在中古英語才出現的「新字」。然而，其相對應的古日耳曼語*tehunþ-卻正好符合法則的要求，所以古英語的「第十」的拼法是tēoþa，換成現代英語的拼法，會變成tithe。不過，由於「第十」是一個序數，在要求序數與基數的拼法要相互對應的要求下，這個字在中古英語時期從「不規則」的拼法改回了與基數相同的「規則」拼法。
- plinth：這是一個在現代英語才從古希臘語(πλίνθος)借入的詞，並不受本法則影響。